# Грб Малавија
Грб Малавија је званични хералдички симбол афричке државе Републике Малави. Грб је усвојен 30. јуна 1964. године. Изгледом је базиран на грбу бивше британске колоније Њасаланд.

## Опис
Штит у грбу подељен је на три хоризонтална поља. У првом пољу налазе се по две плаве и сребрне таласасте линије. Оне су симбол језера Малави. У средини, на црвеном пољу налази се златни лав, а на доњем, црном пољу излазеће сунце. Лав се налази на грбу по узору на лава у грбу Уједињеног Краљевства. Излазеће сунце симбол је стечене слободе и независности.
Штит придржавају лав и леопард. На штиту се налази витешка кацига, а на њој афрички орао, приказан испред излазећег сунца.
Лав и леопард стоје на планини која симболизује малавијски планински масив Муланџе. Подно планине протеже се трака на којој је исписано државно гесло „Јединство и слобода“.